# Landtag
Landtag è il termine tedesco per "Dieta territoriale", usato per definire l'assemblea legislativa di uno Stato federato (Land).
Attualmente è usato per definire le seguenti istituzioni:
- Austria: il parlamento di uno Stato federato dell'Austria (Land)
- Germania: il parlamento di uno Stato federato tedesco (Bundesland), tranne nei casi di Brema, Berlino e Amburgo in cui è usata la dizione generica "Landesparlament".
- Italia: il Consiglio della Provincia autonoma di Bolzano.
- Liechtenstein: il Landtag (parlamento).

Nel passato è stato usato per definire ad esempio:
- Repubblica Democratica Tedesca: il parlamento di uno Stato federato (Land)
- Repubblica di Weimar: il parlamento di uno Stato federato (Land)
- Impero austro-ungarico: il parlamento di uno dei due Stati federati (Austria e Ungheria)
- Prussia: un organo parlamentare statale (Preußischer Landtag) o di una provincia (Provinziallandtag)
- Regno di Sassonia: un organo parlamentare